# Газель Томсона
Газель Томсона (лат. Gazella thomsoni) — ссавець, вид газелей (Gazella) підродини Антилопові (Antilopinae) родини Бикові (Bovidae).

## Поширення
Вид поширений в Кенії і Танзанії. Ще одна популяція (підвид Gazella thomsoni albonotata) мешкає ізольовано від основного ареалу в південному Судані.

## Систематика
Цей вид газелі названо на честь шотландського дослідника Африки Джозефа Томсона.

## Морфологія
Газель Томсона є невеликою газеллю: зріст в загривку становить 65 см, а вага — 28 кг. Верхня сторона тіла забарвлена в жовто-коричневий колір, а біла нижня сторона відокремлена від верхньої широкою чорною смугою. До інших характерних ознак відносяться білі кола навколо очей і короткий чорний хвіст. У обох статей є розташовані близько один до одного злегка зігнуті роги. У самців їх довжина становить приблизно 30 см, у самок вони коротші та тонші.

## Екологічна ніша

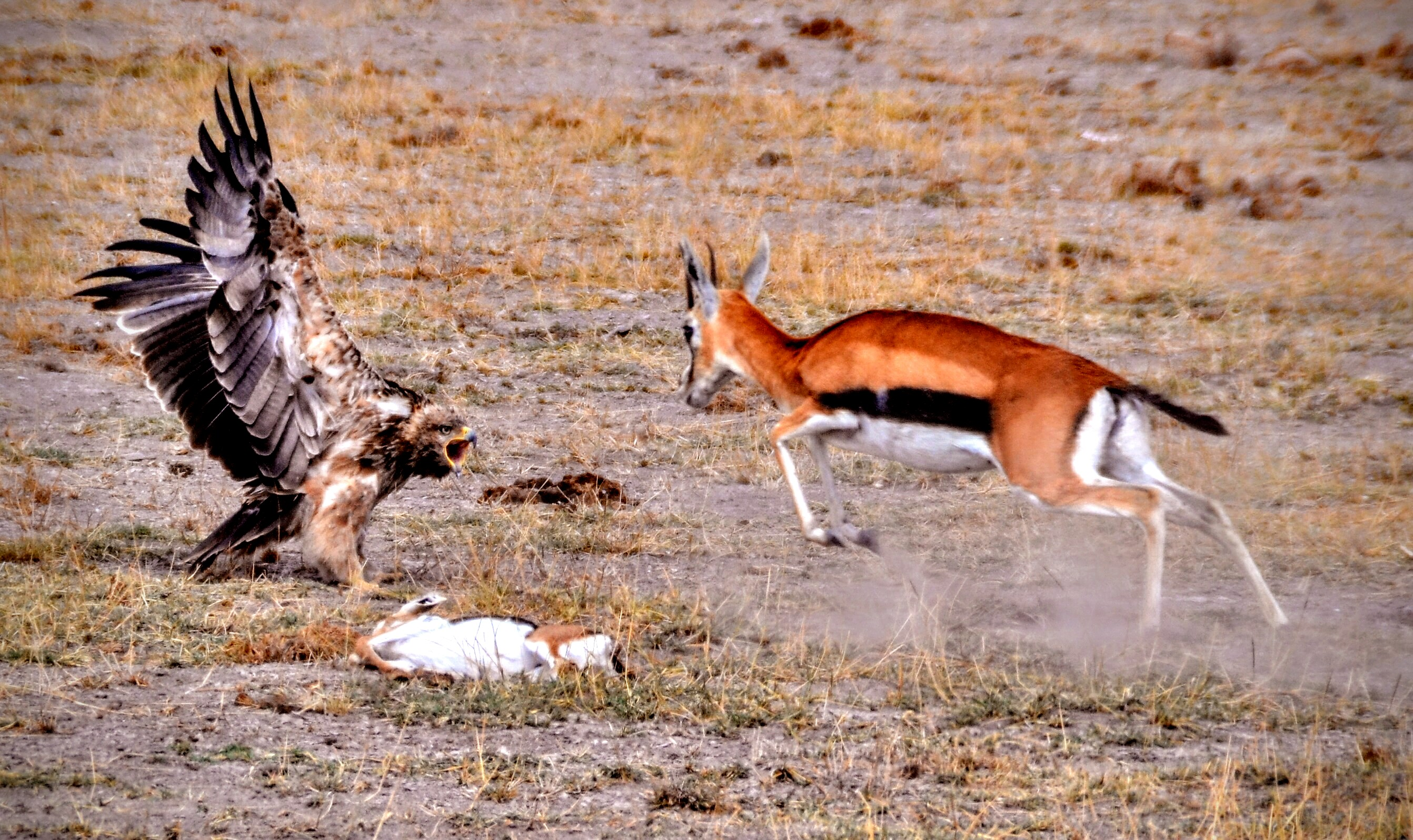
Самиця захищає своє мертве дитя від орла-могильника

Газелі Томсона воліють перебувати у відкритих саванах і уникають густих заростей. Самки живуть стадами, що налічують близько 60 особин. У Серенгеті величина стад іноді сягає кількох тисяч голів. Самці живуть у межах чітко окреслених ділянок і претендують на кожну самку, яка проникає на їх територію.
Часто газелі Томсона зустрічаються у товаристві імпал і газелей Гранта. В екосистемі Серенгеті вони відіграють важливу роль, є другими за чисельністю копитними і улюбленою здобиччю численних хижаків. Їх основним природним ворогом є гепард.